# Contea di Lake (Florida)
La contea di Lake (in inglese Lake County) è una contea dello Stato della Florida negli Stati Uniti d'America. Il suo capoluogo amministrativo è Tavares.

## Geografia fisica
La contea ha un'area di 2995 km² di cui il 17,58% è coperta da acque interne. La contea fa parte dell'Area Statistica Metropolitana di Orlando-Kissimmee e confina con:
- Contea di Volusia - nord-est
- Contea di Orange - est
- Contea di Seminole - est
- Contea di Osceola - sud-est
- Contea di Polk - sud
- Contea di Sumter - ovest
- Contea di Marion - nord-ovest

## Storia
La contea di Lake fu creata nel 1887 da porzioni delle contee di Sumter e di Orange. Fu chiamata così per i numerosi laghi presenti nella zona, circa 1 400. La contea ospita inoltre il monte Sugarloaf, il punto più alto della penisola della Florida con 95 m s.l.m.
Nel febbraio del 2007 fu dichiarato lo stato di emergenza in seguito ad una serie di tornado mattuttini che causarono devastazioni ed una ventina di morti.

## Città principali

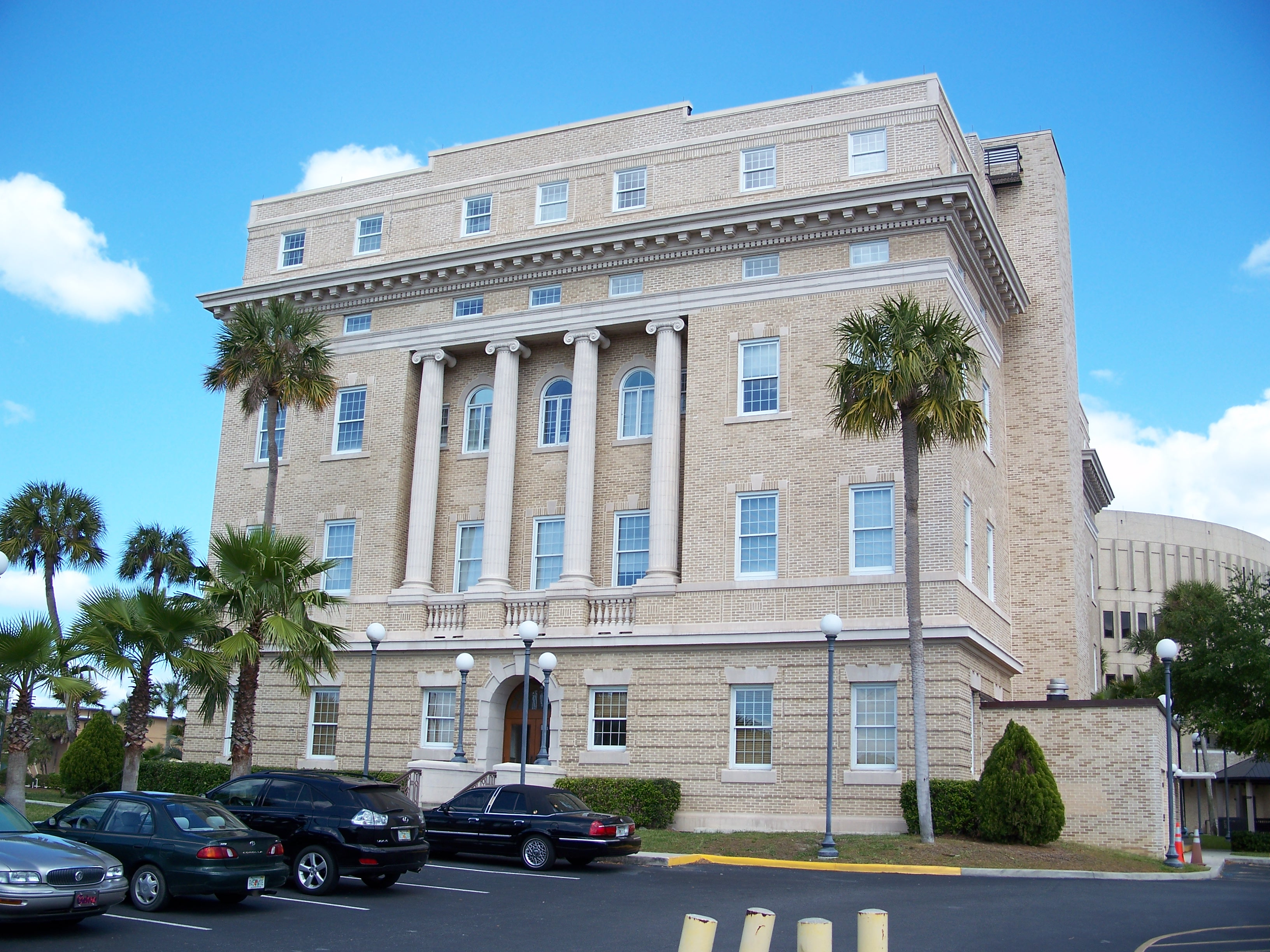
Municipio della Contea di Lake

- Clermont
- Eustis
- Fruitland Park
- Groveland
- Leesburg
- Mascotte
- Minneola
- Mount Dora
- Tavares
- Umatilla

### Towns
- Astatula
- Howey-in-the-Hills
- Lady Lake
- Montverde

## Politica
| Anno | Repubblicani | Democratici | Altri |
| ---- | ------------ | ----------- | ----- |
| 2004 | 60%          | 38,9%       | 1,1%  |
| 2000 | 56,4%        | 41,3%       | 2,2%  |
| 1996 | 47,5%        | 40,2%       | 12,3% |
| 1992 | 44,2%        | 33,2%       | 22,6% |
| 1988 | 68,4%        | 30,7%       | 0,9%  |